# Devon Energy Tower
Der Devon Energy Tower ist ein Wolkenkratzer in der amerikanischen Großstadt Oklahoma City im Bundesstaat Oklahoma, der 2012 fertiggestellt wurde. Das Gebäude ist das höchste der Stadt.

## Beschreibung
Der Turm hat eine Höhe von 259 Metern, dadurch ist er das höchste Gebäude der Stadt als auch des Bundesstaates, nach seiner Vollendung löste der den wenige hundert Meter entfernten Chase Tower (152 Meter) ab, der bis dato das höchste Bauwerk der Stadt war. Mit seiner Höhe und seinem postmodernen Baustil stellt der Wolkenkratzer ein neues markantes Wahrzeichen der Stadt-Skyline dar. Das Gebäude ist der neue Hauptsitz des amerikanischen Ölkonzerns Devon Energy, der den Bau des Wolkenkratzers in Auftrag gegeben hat. Insgesamt verfügt der Turm über 139.000 Quadratmeter Nutzfläche, die sich auf 50 oberirdische Stockwerke verteilt. Im Untergeschoss befinden sich technische Einrichtungen für den Betrieb des Bauwerks.
Die Fassade des Devon Energy Towers wurde vollständig mit Glas verkleidet. Das Architekturbüro Pickard Chilton Architects hat das Design des Wolkenkratzers entworfen. Das Tragwerk des Turms besteht vollständig aus Stahlbeton.

## Bauarbeiten
Der Grundstein für das Gebäude wurde im Oktober 2009 gelegt. Noch im selben Monat begannen die Arbeiten am Fundament des Turmes. Die Gründungsarbeiten wurden im Frühjahr 2010 beendet. Seit Frühjahr hat das Bauwerk Straßenhöhe erreicht. Danach begann der Bau der oberirdischen Gebäudestruktur. Im Oktober 2010 begann die Errichtung der Fassade, indem die ersten Scheiben installiert wurden, während der Bau auf rund 15 Etagen angewachsen war. Im August 2011 erreichte der Turm seine Endhöhe. Die Arbeiten an der Fassade und der Innenausbau dauerten jedoch über diesen Zeitraum hinaus an.
Die Bauarbeiten am Gebäude wurden im Mai 2012 endgültig abgeschlossen und das Gebäude durch den Eigentümer bezogen. Nach Beginn der Bauarbeiten wurde das Datum der Fertigstellung auf das Jahr 2013 geschätzt, jedoch verliefen die Bauarbeiten schneller als angenommen, sodass das Gebäude ein Jahr vor Termin eröffnet werden konnte.

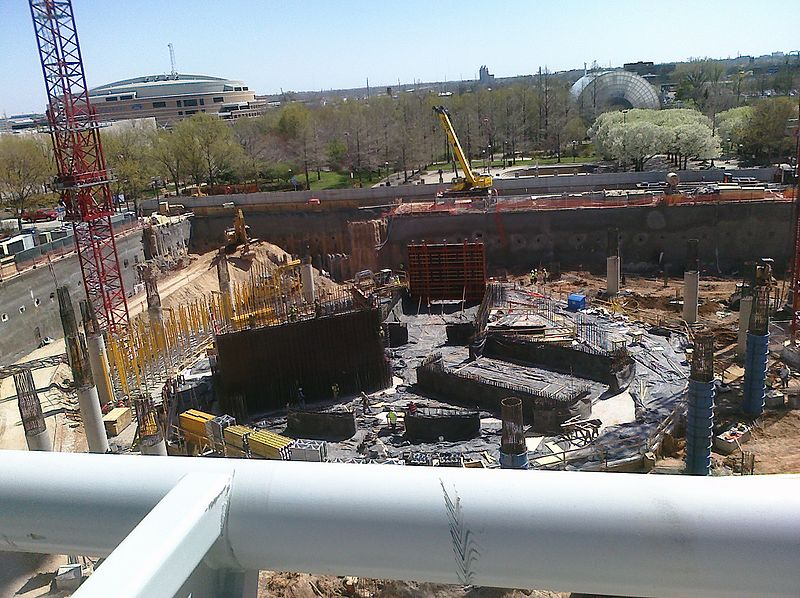
Arbeiten am Fundament im März 2010
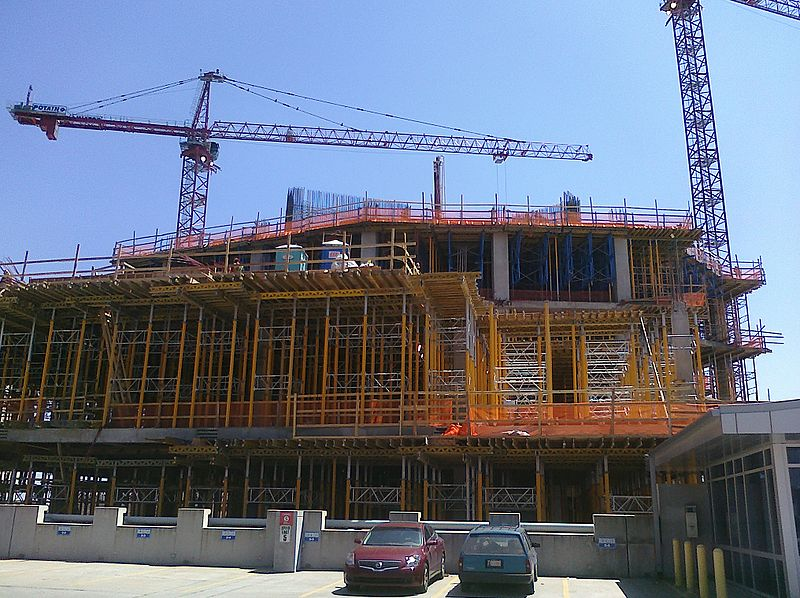
Baustand im August 2010
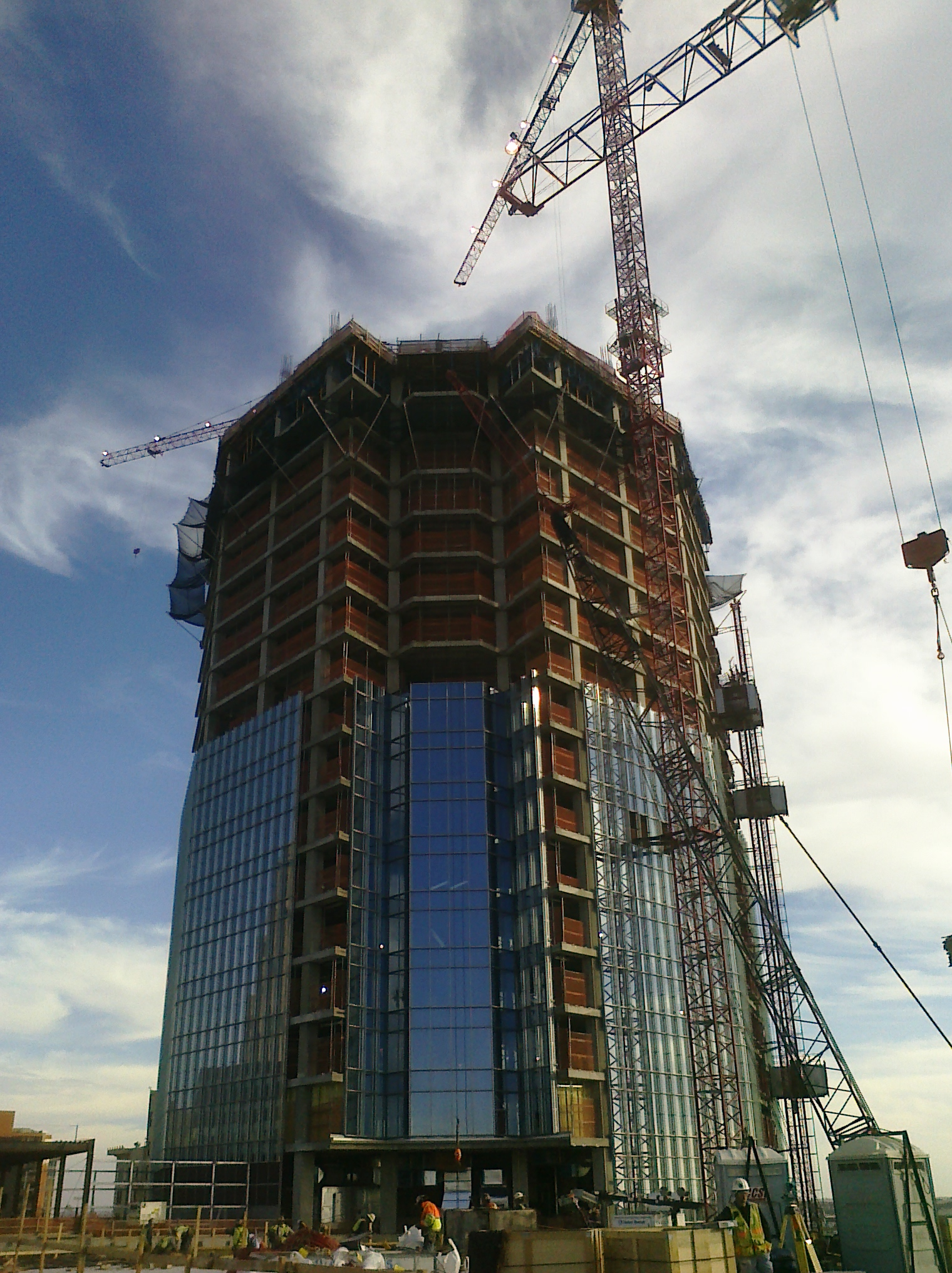
Die Baustelle des Turms im Dezember 2010
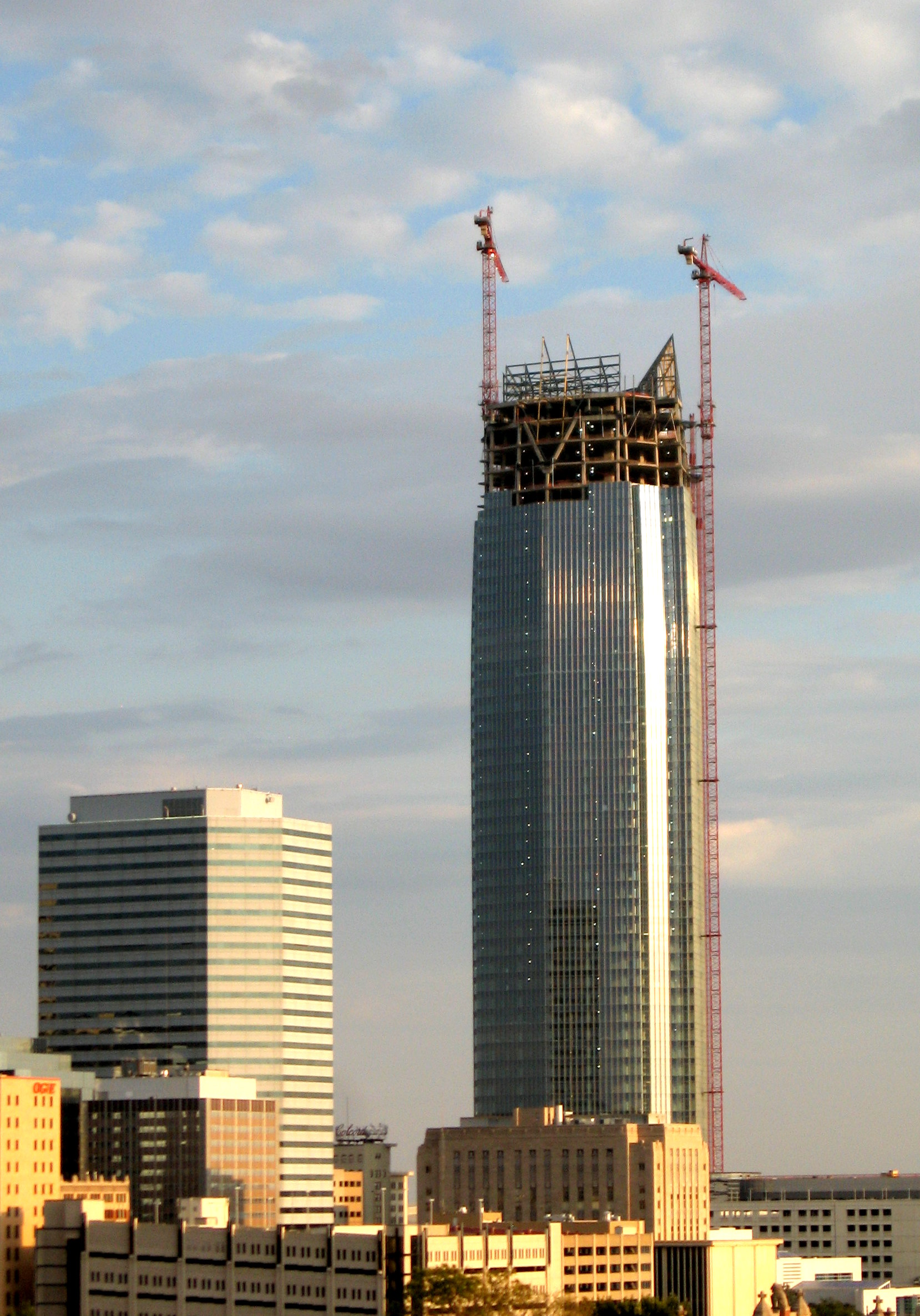
Der Turm nach Erreichen der Endhöhe, September 2011
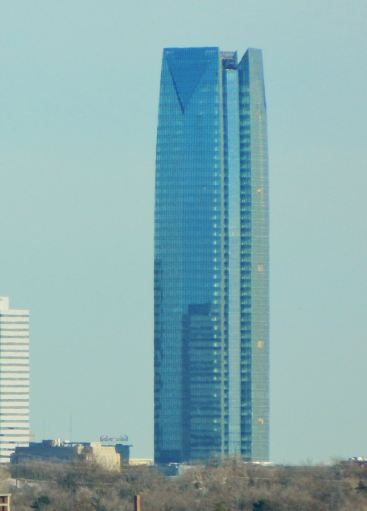
Ansicht im Stadtkontext, Februar 2012